# 루이즈 (오페라)
루이즈(프랑스어: Louise)는 구스타프 샤르팡티에가 작곡하고 대본을 작성한 4막의 프랑스어 오페라이다. 이 오페라는 파리의 노동자 계급의 생활을 묘사하며, 베리스모 오페라의 프랑스 판 표본이다. 줄거리는 파리에서 부모와 같이 생활하는 봉제사인 루이즈와 젊은 화가인 쥴리앙의 험난한 사랑 이야기를 담고 있다.
1900년 2월 2일 파리시의 오페라 코미크에서 초연되었다.

## 등장인물
- 루이즈 - 봉제공, 소프라노
- 쥘리앙 - 루이즈의 연인으로 화가, 테너
- 루이즈의 어머니, 알토
- 루이즈의 아버지, 베이스
- 몽유병자, 테너

## 줄거리
- 19세기말경 파리

### 1막
- 파리의 빈민가에 있는 한 방

### 2막
- 1장 루이즈가 일하고 있는 봉제사 건물 밖의 거리
- 2장 작업실

### 3막
- 파리가 내려다보이는 몽마르트의 한 오두막

### 4막
- 루이즈 집의 방

## 유명한 아리아
- "Depuis le jour" (루이즈)
- "Lullaby" (루이즈의 아버지)